# Guillermo Franco
Guillermo Luis Franco Farcuarson (Corrientes, 3 november 1976) is een in Argentinië geboren voormalig voetballer die sinds 2005 de Mexicaanse nationaliteit bezit. Hij speelt bij voorkeur als aanvaller. Franco tekende in september 2009 een contract bij West Ham United FC, waar hij na een jaar vertrok. In oktober 2005 debuteerde hij in het Mexicaans voetbalelftal . Zijn bijnaam luidt El Guille.

## Clubcarrière
Franco's carrière als profvoetballer begon in zijn geboorteland bij San Lorenzo de Almagro in 1996. In 2000 vertrok hij naar het Mexicaanse CF Monterrey. Bij deze club won Franco in 2003 de Clausura van de Primera División de México, de tweede seizoenshelft. Bovendien werd de aanvaller in 2004 topscorer van de Apertura. In januari 2006 maakte Franco de overstap naar Villarreal CF, waarmee hij in het seizoen 2005/06 de halve finales van de UEFA Champions League haalde. In 2011 stapte hij over naar Vélez Sársfield. Hier kreeg hij vooral de rol van invaller toebedeeld. Als transfervrije speler vertrok hij begin 2012 naar Pachuca CF, terug in zijn geboorteland. Twaalf wedstrijden op het veld en tien op de reservebank later tekende hij een contract bij het Amerikaanse Chicago Fire, wederom transfervrij. Op 29 februari 2013 maakte Franco bekend te stoppen als speler in het betaald voetbal.

## Interlandcarrière
Nadat Franco tot Mexicaan was genaturaliseerd, maakte de aanvaller in oktober 2005 tegen Guatemala zijn debuut in het Mexicaans voetbalelftal . Aanvankelijk was er kritiek op zijn selectie van onder andere oud-international Hugo Sánchez. Na zijn debuut voor El Tri met een doelpunt en twee assists verstomde de discussie. Franco werd geselecteerd voor het wereldkampioenschap voetbal 2006 en het wereldkampioenschap voetbal 2010. In september 2010 maakte hij bekend te stoppen met het interlandvoetbal.

## Spelerstatistieken

### Overzicht als clubspeler
| seizoen | club                   | land             | competitie                 | wed. | goals |
| ------- | ---------------------- | ---------------- | -------------------------- | ---- | ----- |
| 1995/96 | San Lorenzo de Almagro | Argentinië       | Primera División           | 3    | 0     |
| 1996/97 | San Lorenzo de Almagro | Argentinië       | Primera División           | 6    | 0     |
| 1997/98 | San Lorenzo de Almagro | Argentinië       | Primera División           | 10   | 1     |
| 1998/99 | San Lorenzo de Almagro | Argentinië       | Primera División           | 6    | 0     |
| 1999/00 | San Lorenzo de Almagro | Argentinië       | Primera División           | 26   | 10    |
| 2000/01 | San Lorenzo de Almagro | Argentinië       | Primera División           | 19   | 7     |
| 2001/02 | San Lorenzo de Almagro | Argentinië       | Primera División           | 26   | 5     |
| 2002/03 | CF Monterrey           | Mexico           | Primera División de México | 33   | 10    |
| 2003/04 | CF Monterrey           | Mexico           | Primera División de México | 30   | 11    |
| 2004/05 | CF Monterrey           | Mexico           | Primera División de México | 22   | 17    |
| 2005/06 | CF Monterrey           | Mexico           | Primera División de México | 22   | 13    |
| 2005/06 | Villarreal CF          | Spanje           | Primera División           | 12   | 4     |
| 2006/07 | Villarreal CF          | Spanje           | Primera División           | 27   | 2     |
| 2007/08 | Villarreal CF          | Spanje           | Primera División           | 24   | 8     |
| 2008/09 | Villarreal CF          | Spanje           | Primera División           | 18   | 0     |
| 2009/10 | West Ham United        | Engeland         | Premier League             | 23   | 5     |
| 2010/11 | CA Vélez Sársfield     | Argentinië       | Primera División           | 6    | 0     |
| 2011/12 | CA Vélez Sársfield     | Argentinië       | Primera División           | 11   | 4     |
| 2011/12 | Pachuca CF             | Mexico           | Primera División de México | 12   | 0     |
| 2012    | Chicago Fire           | Verenigde Staten | Major League Soccer        | 3    | 0     |

### Overzicht als international
| Nationaal elftal | Seizoen | Wedstrijden | Goals |
| ---------------- | ------- | ----------- | ----- |
| Mexico           |         |             |       |
| 2005             | 4       | 1           |       |
| 2006             | 6       | 1           |       |
| 2007             | 0       | 0           |       |
| 2008             | 2       | 0           |       |
| 2009             | 8       | 4           |       |
| 2010             | 5       | 1           |       |
| Totaal           | Totaal  | 25          | 7     |